# Kardynałowie z nominacji Franciszka
Kardynałowie z nominacji Franciszka – lista kardynałów nominowanych przez papieża Franciszka  (2013–2025).
Papież Franciszek w czasie swojego pontyfikatu mianował 163 kardynałów na 10 konsystorzach. Wśród nich jest 2 Polaków, Konrad Krajewski i Grzegorz Ryś, a także jego następca, papież Leon XIV (Robert Prevost).

## Konsystorz z 22 lutego 2014
12 stycznia 2014 papież Franciszek ogłosił pierwsze w czasie swojego pontyfikatu nominacje kardynalskie. Uroczystość konsystorza, na którym nominatom zostały wręczone insygnia kardynalskie, odbyła się 22 lutego 2014.
Lista nominatów:
1. Pietro Parolin (Włochy), sekretarz stanu Stolicy Apostolskiej – kardynał prezbiter Ss. Simone e Giuda Taddeo a Torre Angela, następnie kardynał biskup Ss. Simone e Giuda Taddeo a Torre Angela (28 czerwca 2018)
2. Lorenzo Baldisseri (Włochy), sekretarz generalny Synodu Biskupów – kardynał diakon S. Anselmo all’Aventino, następnie kardynał prezbiter S. Anselmo all'Aventino (1 lipca 2024); od 29 września 2020 bez uprawnień elektorskich
3. Gerhard Ludwig Müller (Niemcy), prefekt Kongregacji Nauki Wiary – kardynał diakon S. Agnese in Agone, następnie kardynał prezbiter S. Agnese in Agone (1 lipca 2024)
4. Beniamino Stella (Włochy), prefekt Kongregacji ds. Duchowieństwa – kardynał diakon Ss. Cosma e Damiano, następnie kardynał biskup Porto-Santa Rufina (1 maja 2020); od 18 sierpnia 2021 bez uprawnień elektorskich
5. Vincent Nichols (Anglia), arcybiskup Westminster – kardynał prezbiter SS. Redentore e S. Alfonso in via Merulana
6. Leopoldo Brenes (Nikaragua), arcybiskup Managui – kardynał prezbiter S. Gioacchino ai Prati di Castello
7. Gérald Lacroix (Kanada), arcybiskup Québecu – kardynał prezbiter S. Giuseppe all’Aurelio
8. Jean-Pierre Kutwa (Wybrzeże Kości Słoniowej), arcybiskup Abidżanu – kardynał prezbiter S. Emerenziana a Tor Fiorenza
9. Orani João Tempesta OCist (Brazylia), arcybiskup Rio de Janeiro – kardynał prezbiter S. Maria Madre della Provvidenza a Monte Verde
10. Gualtiero Bassetti (Włochy), arcybiskup Perugia-Città della Pieve – kardynał prezbiter S. Cecilia; od 7 kwietnia 2022 bez uprawnień elektorskich
11. Mario Aurelio Poli (Argentyna), arcybiskup Buenos Aires – kardynał prezbiter S. Roberto Bellarmino
12. Andrew Yeom Soo-jung (Korea Południowa), arcybiskup Seulu – kardynał prezbiter S. Crisogono; od 5 grudnia 2023 bez uprawnień elektorskich
13. Ricardo Ezzati Andrello SDB (Chile), arcybiskup Santiago de Chile – kardynał prezbiter SS. Redentore a Valmelania; od 7 stycznia 2022 bez uprawnień elektorskich
14. Philippe Ouédraogo (Burkina Faso), arcybiskup Wagadugu – kardynał prezbiter S. Maria Consolatrice al Tiburtino
15. Orlando Quevedo OMI (Filipiny), arcybiskup Cotabato – kardynał prezbiter S. Maria «Regina Mundi» a Torre Spaccata; od 11 marca 2019 bez uprawnień elektorskich
16. Chibly Langlois (Haiti), biskup Les Cayes – kardynał prezbiter S. Giacomo in Augusta
17. Loris Capovilla (Włochy), emerytowany prałat Loreto – kardynał prezbiter S. Maria in Trastevere; od chwili nominacji bez uprawnień elektorskich, zm. 26 maja 2016
18. Fernando Sebastián Aguilar CMF (Hiszpania), emerytowany arcybiskup Pampeluny i Tudeli – kardynał prezbiter S. Angela Merici; od chwili nominacji bez uprawnień elektorskich, zm. 24 stycznia 2019
19. Kelvin Felix (Dominika), emerytowany arcybiskup Castries – kardynał prezbiter S. Maria della Salute a Primavalle; od chwili nominacji bez uprawnień elektorskich, zm. 30 maja 2024

## Konsystorz z 14 lutego 2015
4 stycznia 2015 papież Franciszek ogłosił drugie w czasie swojego pontyfikatu nominacje kardynalskie. Uroczystość konsystorza, na którym nominatom zostały wręczone insygnia kardynalskie, odbyła się 14 lutego 2015.
Lista nominatów:
1. Dominique Mamberti (Francja), prefekt Najwyższego Trybunału Sygnatury Apostolskiej – kardynał diakon S. Spirito in Sassia
2. Manuel Clemente (Portugalia), patriarcha Lizbony – kardynał prezbiter S. Antonio in Campo Marzio
3. Berhaneyesus Demerew Souraphiel CM (Etiopia), arcybiskup Addis Abeby – kardynał prezbiter S. Romano Martire
4. John Atcherley Dew (Nowa Zelandia), arcybiskup Wellingtonu – kardynał prezbiter S. Ippolito
5. Edoardo Menichelli (Włochy), arcybiskup Ankony-Osimo – kardynał prezbiter S. Cuori di Gesù e Maria a Tor Fiorenza; od 14 października 2019 bez uprawnień elektorskich
6. Pierre Nguyễn Văn Nhơn (Wietnam), arcybiskup Hanoi – kardynał prezbiter S. Tommaso Apostolo; od 1 kwietnia 2018 bez uprawnień elektorskich
7. Alberto Suárez Inda (Meksyk), arcybiskup Morelii – kardynał prezbiter S. Policarpo; od 30 stycznia 2019 bez uprawnień elektorskich
8. Charles Maung Bo SDB (Mjanma), arcybiskup Yangonu – kardynał prezbiter S. Ireneo a Centocelle
9. Kriengsak Kovithavanij (Tajlandia), arcybiskup Bangkoku – kardynał prezbiter S. Maria Addolorata
10. Francesco Montenegro (Włochy), arcybiskup Agrigento – kardynał prezbiter SS. Andrea e Gregorio al Monte Celio
11. Daniel Sturla SDB (Urugwaj), arcybiskup Montevideo – kardynał prezbiter S. Galla
12. Ricardo Blázquez (Hiszpania), arcybiskup Valladolid – kardynał prezbiter S. Maria in Vallicella; od 13 kwietnia 2022 bez uprawnień elektorskich
13. José Luis Lacunza OAR (Panama) biskup David – kardynał prezbiter S. Giuseppe da Copertino; od 24 lutego 2024 bez uprawnień elektorskich
14. Arlindo Gomes Furtado (Republika Zielonego Przylądka), biskup Santiago de Cabo Verde – kardynał prezbiter S. Timoteo
15. Soane Patita Paini Mafi (Tonga), biskup Tonga – kardynał prezbiter S. Paola Romana
16. José de Jesús Pimiento Rodríguez (Kolumbia), emerytowany arcybiskup Manizales – kardynał prezbiter S. Giovanni Crisostomo a Monte Sacro Alto; od chwili nominacji bez uprawnień elektorskich, zm. 3 września 2019
17. Luigi De Magistris (Włochy), emerytowany propenitencjarz większy – kardynał diakon SS. Nomi di Gesù e Maria in Via Lata; od chwili nominacji bez uprawnień elektorskich, zm. 16 lutego 2022
18. Karl-Josef Rauber (Niemcy), nuncjusz apostolski – kardynał diakon S. Antonio di Padova a Circonvallazione Appia; od chwili nominacji bez uprawnień elektorskich, zm. 26 marca 2023
19. Luis Héctor Villalba (Argentyna), emerytowany arcybiskup Tucumán – kardynał prezbiter S. Girolamo a Corviale; od chwili nominacji bez uprawnień elektorskich
20. Júlio Duarte Langa (Mozambik), emerytowany biskup Xai-Xai – kardynał prezbiter S. Gabriele dell’Addolorata; od chwili nominacji bez uprawnień elektorskich

## Konsystorz z 19 listopada 2016
9 października 2016 papież Franciszek ogłosił trzecie w czasie swojego pontyfikatu nominacje kardynalskie. Uroczystość konsystorza, na którym nominatom zostały wręczone insygnia kardynalskie, odbyła się 19 listopada 2016.
Lista nominatów:
1. Mario Zenari (Włochy), nuncjusz apostolski w Syrii – kardynał diakon S. Maria delle Grazie alle Fornaci fuori Porta Cavalleggeri
2. Dieudonné Nzapalainga CSSp (Republika Środkowoafrykańska), arcybiskup Bangui – kardynał prezbiter Sant’Andrea della Valle
3. Carlos Osoro (Hiszpania), arcybiskup Madrytu – kardynał prezbiter S. Maria in Trastevere; od 16 maja 2025 bez uprawnień elektorskich
4. Sérgio da Rocha (Brazylia), arcybiskup Brasilii – kardynał prezbiter S. Croce in via Flaminia
5. Blase Cupich (Stany Zjednoczone), arcybiskup Chicago – kardynał prezbiter S. Bartolomeo all’Isola
6. Patrick D’Rozario CSC (Bangladesz), arcybiskup Dhaki – kardynał prezbiter Nostra Signora del SS. Sacramento e Santi Martiri Canadesi; od 1 października 2023 bez uprawnień elektorskich
7. Baltazar Porras (Wenezuela), arcybiskup Mérida – kardynał prezbiter SS. Giovanni Evangelista e Petronio; od 10 października  2024 bez uprawnień elektorskich
8. Josef De Kesel (Belgia), arcybiskup Malines-Brukseli – kardynał prezbiter SS. Giovanni e Paolo
9. Maurice Piat (Mauritius), biskup Port-Louis – kardynał prezbiter S. Teresa al Corso d’Italia; od 19 lipca 2021 bez uprawnień elektorskich
10. Kevin Farrell (Stany Zjednoczone), prefekt Dykasterii ds. Świeckich, Rodziny i Życia – kardynał diakon S. Giuliano Martire
11. Carlos Aguiar Retes (Meksyk), arcybiskup Tlalnepantla – kardynał prezbiter SS. Fabiano e Venanzio a Villa Fiorelli
12. John Ribat MSC (Papua-Nowa Gwinea), arcybiskup Port Moresby – kardynał prezbiter S. Giovanni Battista de’ Rossi
13. Joseph Tobin CSsR (Stany Zjednoczone), arcybiskup Newark – kardynał prezbiter S. Maria delle Grazie a Via Trionfale
14. Anthony Soter Fernandez (Malezja), emerytowany arcybiskup Kuala Lumpur – kardynał prezbiter Sant’Alberto Magno; od chwili nominacji bez uprawnień elektorskich, zm. 28 października 2020
15. Renato Corti (Włochy), emerytowany biskup Novary – kardynał prezbiter S. Giovanni a Porta Latina; od chwili nominacji bez uprawnień elektorskich, zm. 12 maja 2020
16. Sebastian Koto Khoarai OMI (Lesotho), emerytowany biskup Mohale’s Hoek – kardynał prezbiter S. Leonardo da Porto Maurizio ad Acilia; od chwili nominacji bez uprawnień elektorskich, zm. 17 kwietnia 2021
17. Ernest Simoni (Albania), prezbiter archidiecezji Szkodra-Pult – kardynał diakon S. Maria della Scala; od chwili nominacji bez uprawnień elektorskich

## Konsystorz z 28 czerwca 2017
21 maja 2017 papież Franciszek ogłosił czwarte w czasie swojego pontyfikatu nominacje kardynalskie. Uroczystość konsystorza, na którym nominatom zostały wręczone insygnia kardynalskie, odbyła się 28 czerwca 2017.
Lista nominatów:
1. Jean Zerbo (Mali), arcybiskup Bamako – kardynał prezbiter Sant’Antonio da Padova in Via Tuscolana; od 27 grudnia 2023 bez uprawnień elektorskich
2. Juan José Omella Omella (Hiszpania), arcybiskup Barcelony – kardynał prezbiter Santa Croce in Gerusalemme
3. Anders Arborelius OCD (Szwecja), biskup Sztokholmu – kardynał prezbiter Santa Maria degli Angeli
4. Louis-Marie Ling Mangkhanekhoun (Laos), wikariusz apostolski Paksé – kardynał prezbiter San Silvestro in Capite; od 8 kwietnia 2024 bez uprawnień elektorskich
5. Gregorio Rosa Chávez (Salwador), biskup pomocniczy San Salvador – kardynał prezbiter Santissimo Sacramento a Tor de’ Schiavi; od 3 września 2022 bez uprawnień elektorskich

## Konsystorz z 28 czerwca 2018
20 maja 2018 papież Franciszek ogłosił piąte w czasie swojego pontyfikatu nominacje kardynalskie. Uroczystość konsystorza, na którym nominatom zostały wręczone insygnia kardynalskie, odbyła się 28 czerwca 2018.
Lista nominatów:
1. Louis Raphaël I Sako (Irak), chaldejski patriarcha Babilonu – kardynał patriarcha
2. Luis Ladaria Ferrer SJ (Hiszpania), prefekt Kongregacji Nauki Wiary – kardynał diakon Sant’Ignazio di Loyola a Campo Marzio; od 19 kwietnia 2024 bez uprawnień elektorskich
3. Angelo De Donatis (Włochy), wikariusz generalny Rzymu – kardynał prezbiter San Marco
4. Giovanni Angelo Becciu (Włochy), substytut ds. ogólnych Sekretariatu Stanu – kardynał diakon San Lino; od 24 września 2020 bez uprawnień elektorskich
5. Konrad Krajewski (Polska), jałmużnik papieski – kardynał diakon Santa Maria Immacolata all’Esquilino
6. Joseph Coutts (Pakistan), arcybiskup Karachi – kardynał prezbiter San Bonaventura da Bagnoregio; od 21 lipca 2025 bez uprawnień elektorskich
7. António Marto (Portugalia), biskup Leirii-Fátimy – kardynał prezbiter Santa Maria Sopra Minerva
8. Pedro Barreto SJ (Peru), arcybiskup Huancayo – kardynał prezbiter Santi Pietro e Paolo a Via Ostiense; od 12 lutego 2024 bez uprawnień elektorskich
9. Désiré Tsarahazana (Madagaskar), arcybiskup Toamasiny – kardynał prezbiter San Gregorio Barbarigo alle Tre Fontane
10. Giuseppe Petrocchi (Włochy), arcybiskup L'Aquilli – kardynał prezbiter San Giovanni Battista dei Fiorentini
11. Thomas Aquino Man’yō Maeda (Japonia), arcybiskup Osaki – kardynał prezbiter Santa Pudenziana
12. Sergio Obeso Rivera (Meksyk), emerytowany arcybiskup Xalapy – kardynał prezbiter San Leone I; od chwili nominacji bez uprawnień elektorskich, zm. 11 sierpnia 2019
13. Toribio Ticona Porco (Boliwia), emerytowany biskup prałat Corocoro – kardynał prezbiter Santi Gioacchino ed Anna al Tuscolano; od chwili nominacji bez uprawnień elektorskich
14. Aquilino Bocos Merino CMF (Hiszpania), emerytowany przełożony generalny klaretynów – kardynał diakon Santa Lucia del Gonfalone; od chwili nominacji bez uprawnień elektorskich

## Konsystorz z 5 października 2019
1 września 2019 papież Franciszek ogłosił szóste w czasie swojego pontyfikatu nominacje kardynalskie. Uroczystość konsystorza, na którym nominatom zostały wręczone insygnia kardynalskie, odbyła się 5 października 2019.
Lista nominatów:
1. Miguel Ángel Ayuso Guixot MCCJ (Hiszpania), przewodniczący Papieskiej Rady ds. Dialogu Międzyreligijnego – kardynał diakon San Girolamo della Carità a Via Giulia, zm. 25 listopada 2024
2. José Tolentino Mendonça (Portugalia), archiwista i bibliotekarz Świętego Kościoła Rzymskiego – kardynał diakon Santi Domenico e Sisto
3. Ignatius Suharyo Hardjoatmodjo (Indonezja), arcybiskup Dżakarty – kardynał prezbiter Spirito Santo alla Ferratella
4. Juan García Rodríguez (Kuba), arcybiskup Hawany – kardynał prezbiter Santi Aquila e Priscilla
5. Fridolin Ambongo OFMCap (Demokratyczna Republika Konga), arcybiskup Kinszasy – kardynał prezbiter San Gabriele Arcangelo all’Acqua Traversa
6. Jean-Claude Hollerich SJ (Luksemburg), arcybiskup Luksemburga – kardynał prezbiter San Giovanni Crisostomo a Monte Sacro Alto
7. Alvaro Ramazzini (Gwatemala), biskup Huehuetenango – kardynał prezbiter San Giovanni Evangelista a Spinaceto
8. Matteo Maria Zuppi (Włochy), arcybiskup Bolonii – kardynał prezbiter Sant’Egidio
9. Cristóbal López Romero SDB (Hiszpania), arcybiskup Rabatu – kardynał prezbiter San Leone I
10. Michael Czerny SJ (Kanada), podsekretarz Dykasterii ds. Integralnego Rozwoju Człowieka – kardynał diakon San Michele Arcangelo
11. Michael Fitzgerald MAfr (Anglia), nuncjusz apostolski – kardynał diakon Santa Maria in Portico; od chwili nominacji bez uprawnień elektorskich
12. Sigitas Tamkevičius SJ (Litwa), emerytowany arcybiskup Kowna – kardynał prezbiter Sant’Angela Merici; od chwili nominacji bez uprawnień elektorskich
13. Eugenio Dal Corso PSDP (Włochy), emerytowany biskup Bengueli – kardynał prezbiter Sant’Anastasia; od chwili nominacji bez uprawnień elektorskich, zm. 20 października 2024

## Konsystorz z 28 listopada 2020
25 października 2020 papież Franciszek ogłosił siódme w czasie swojego pontyfikatu nominacje kardynalskie. Uroczystość konsystorza, na którym nominatom zostały wręczone insygnia kardynalskie, odbyła się 28 listopada 2020.
Lista nominatów:
1. Mario Grech (Malta), sekretarz generalny Synodu Biskupów – kardynał diakon SS. Cosma e Damiano
2. Marcello Semeraro (Włochy), prefekt Kongregacji Spraw Kanonizacyjnych – kardynał diakon S. Maria in Dominica
3. Antoine Kambanda (Rwanda), arcybiskup Kigali – kardynał prezbiter S. Sisto
4. Wilton Gregory (Stany Zjednoczone), arcybiskup Waszyngtonu – kardynał prezbiter Immacolata Conzezione di Maria a Grottarosa
5. Jose Advincula (Filipiny), arcybiskup Capiz – kardynał prezbiter S. Vigilio
6. Celestino Aós Braco OFMCap (Hiszpania), arcybiskup Santiago de Chile – kardynał prezbiter SS. Nereo e Achilleo; od 6 kwietnia 2025 bez uprawnień elektorskich
7. Cornelius Sim (Brunei), wikariusz apostolski Brunei – kardynał prezbiter S. Giuda Taddeo Apostolo, zm. 29 maja 2021
8. Augusto Paolo Lojudice (Włochy), arcybiskup Sieny – kardynał prezbiter S. Maria del Buon Consiglio
9. Mauro Gambetti OFMConv (Włochy), kustosz Bazyliki świętego Franciszka w Asyżu – kardynał diakon SS. Nome di Maria a Foro Traiano
10. Felipe Arizmendi Esquivel (Meksyk), emerytowany biskup San Cristóbal de las Casas – kardynał prezbiter S. Luigi Maria Grignion de Montfort; od chwili nominacji bez uprawnień elektorskich
11. Silvano Tomasi (Włochy), nuncjusz apostolski – kardynał diakon S. Nicola in Carcere; od chwili nominacji bez uprawnień elektorskich
12. Raniero Cantalamessa OFMCap (Włochy), kaznodzieja Domu Papieskiego – kardynał diakon S. Apollinare alle Terme Neroniane-Alessandrine; od chwili nominacji bez uprawnień elektorskich
13. Enrico Feroci (Włochy), proboszcz parafii Matki Bożej Miłości w Rzymie – kardynał diakon S. Maria Divino Amore a Castel di Leva; od chwili nominacji bez uprawnień elektorskich

## Konsystorz z 27 sierpnia 2022
29 maja 2022 papież Franciszek ogłosił ósme w czasie swojego pontyfikatu nominacje kardynalskie. Uroczystość konsystorza, na którym nominatom zostały wręczone insygnia kardynalskie, odbyła się 27 sierpnia 2022.
Lista nominatów:
1. Arthur Roche (Anglia), prefekt Dykasterii ds. Kultu Bożego i Dyscypliny Sakramentów – kardynał diakon S. Saba
2. Lazarus You Heung-sik (Korea Południowa), prefekt Dykasterii ds. Duchowieństwa – kardynał diakon Gesù Buon Pastore alla Montagnola
3. Fernando Vérgez Alzaga LC (Hiszpania), prezydent Gubernatoratu Państwa Watykańskiego – kardynał diakon S. Maria della Mercede e S. Adriano a Villa Albani; od 1 marca 2025 bez uprawnień elektorskich
4. Jean-Marc Aveline (Francja), arcybiskup Marsylii – kardynał prezbiter S. Maria ai Monti
5. Peter Okpaleke (Nigeria), biskup Ekwulobii – kardynał prezbiter Ss. Martiri dell'Uganda a Poggio Ameno
6. Leonardo Ulrich Steiner OFM (Brazylia), arcybiskup Manaus – kardynał prezbiter S. Leonardo a Porto Maurizio
7. Filipe Neri Ferrão (Indie), arcybiskup Goa i Damanu – kardynał prezbiter S. Maria in Via
8. Robert McElroy (Stany Zjednoczone), biskup San Diego – kardynał prezbiter S. Frumenzio ai Prati Fiscali
9. Virgilio do Carmo da Silva SDB (Timor Wschodni), arcybiskup Dili – kardynał prezbiter S. Alberto Magno
10. Oscar Cantoni (Włochy), biskup Como – kardynał prezbiter S. Maria «Regina Pacis» a Monte Verde
11. Anthony Poola (Indie), arcybiskup Hajdarabadu – kardynał prezbiter Ss. Protomartiri a Via Aurelia Antica
12. Paulo César Costa (Brazylia), arcybiskup Brasílii – kardynał prezbiter Ss. Bonifacio ed Alessio
13. Richard Baawobr MAfr (Ghana), biskup Wa – kardynał prezbiter S. Maria Immacolata di Lourdes a Boccea, zm. 27 listopada 2022
14. William Goh (Singapur), arcybiskup Singapuru – kardynał prezbiter S. Maria «Regina Pacis» in Ostia mare
15. Adalberto Martínez (Paragwaj), arcybiskup Asunción – kardynał prezbiter S. Giovanni a Porta Latina
16. Giorgio Marengo IMC (Włochy), prefekt apostolski Ułan Bator – kardynał prezbiter S. Giuda Taddeo Apostolo
17. Jorge Enrique Jiménez Carvajal CIM (Kolumbia), emerytowany arcybiskup Cartageny – kardynał prezbiter S. Dorotea; od chwili nominacji bez uprawnień elektorskich
18. Arrigo Miglio (Włochy), emerytowany arcybiskup Cagliari – kardynał prezbiter S. Clemente; od chwili nominacji bez uprawnień elektorskich
19. Gianfranco Ghirlanda SJ (Włochy), emerytowany rektor Papieskiego Uniwersytetu Gregoriańskiego – kardynał diakon SS. Nome di Gesù; od chwili nominacji bez uprawnień elektorskich
20. Fortunato Frezza (Włochy), kanonik kapituły Bazyliki św. Piotra – kardynał diakon S. Maria in Via Lata; od chwili nominacji bez uprawnień elektorskich

Papież Franciszek ogłosił również nominację bp. Lucasa Van Looya (Belgia), lecz 16 czerwca 2022 roku zrezygnował on z przyjęcia nominacji, a papież wyraził na to zgodę.

## Konsystorz z 30 września 2023
9 lipca 2023 papież Franciszek ogłosił dziewiąte w czasie swojego pontyfikatu nominacje kardynalskie. Uroczystość konsystorza, na którym nominatom zostały wręczone insygnia kardynalskie, odbyła się 30 września 2023.
Lista nominatów:
1. Robert Prevost OSA (Stany Zjednoczone), prefekt Dykasterii ds. Biskupów – kardynał diakon S. Monica, następnie kardynał biskup Albano (6 lutego 2025)[27], od 8 maja 2025 papież Leon XIV
2. Claudio Gugerotti (Włochy), prefekt Dykasterii ds. Kościołów Wschodnich – kardynał diakon S. Ambrogio della Massima
3. Victor Manuel Fernández (Argentyna), prefekt Dykasterii Nauki Wiary – kardynał diakon Ss. Urbano e Lorenzo a Prima Porta
4. Emil Paul Tscherrig (Szwajcaria), nuncjusz apostolski we Włoszech i San Marino – kardynał diakon S. Giuseppe in Via Trionfale
5. Christophe Pierre (Francja), nuncjusz apostolski w Stanach Zjednoczonych – kardynał diakon S. Benedetto fuori Porta S. Paolo
6. Pierbattista Pizzaballa OFM (Włochy), łaciński patriarcha Jerozolimy – kardynał prezbiter S. Onofrio
7. Stephen Brislin (Południowa Afryka), arcybiskup Kapsztadu – kardynał prezbiter S. Maria Domenica Mazzarello
8. Ángel Rossi SJ (Argentyna), arcybiskup Kordoby – kardynał prezbiter S. Bernadette Soubirous
9. Luis José Rueda Aparicio (Kolumbia), arcybiskup Bogoty – kardynał prezbiter S. Luca a Via Prenestina
10. Grzegorz Ryś (Polska), arcybiskup Łodzi – kardynał prezbiter Ss. Cirillo e Metodio
11. Stephen Ameyu Mulla (Sudan Południowy), arcybiskup Dżuby – kardynał prezbiter S. Gemma Galgani
12. José Cobo Cano (Hiszpania), arcybiskup Madrytu – kardynał prezbiter S. Maria in Monserrato degli Spagnoli
13. Protase Rugambwa (Tanzania), arcybiskup koadiutor Tabory – kardynał prezbiter S. Maria in Montesanto
14. Sebastian Francis (Malezja), biskup Penang – kardynał prezbiter S. Maria Causa Nostræ Lætitiæ
15. Stephen Chow Sau-yan SJ (Hongkong), biskup Hongkongu – kardynał prezbiter S. Giovanni Battista de La Salle
16. François Bustillo OFMConv (Francja), biskup Ajaccio – kardynał prezbiter S. Maria Immacolata di Lourdes a Boccea
17. Américo Aguiar (Portugalia), biskup Setúbal – kardynał prezbiter S. Antonio da Padova in Via Merulana
18. Ángel Fernández Artime SDB (Hiszpania), generał zakonu salezjanów – kardynał diakon S. Maria Ausiliatrice in Via Tuscolana
19. Agostino Marchetto (Włochy), nuncjusz apostolski – kardynał diakon S. Maria Goretti; od chwili nominacji bez uprawnień elektorskich
20. Diego Padrón (Wenezuela), emerytowany arcybiskup Cumaná – kardynał prezbiter S. Gaetano; od chwili nominacji bez uprawnień elektorskich
21. Luis Pascual Dri OFMCap (Argentyna), spowiednik w sanktuarium Nostra Signora di Pompei w Buenos Aires – kardynał diakon S. Angelo in Pescheria; od chwili nominacji bez uprawnień elektorskich, zm. 30 czerwca 2025

## Konsystorz z 7 grudnia 2024
6 października 2024 papież Franciszek ogłosił dziesiąte w czasie swojego pontyfikatu nominacje kardynalskie. Uroczystość konsystorza, na którym nominatom zostały wręczone insygnia kardynalskie, odbyła się 7 grudnia 2024.
Lista nominatów:
1. Angelo Acerbi (Włochy), nuncjusz apostolski – kardynał diakon Ss. Angeli Custodi a Città Giardino; od chwili nominacji bez uprawnień elektorskich
2. Carlos Castillo Mattasoglio (Peru), arcybiskup Limy – kardynał prezbiter S. Maria delle Grazie a Casal Boccone
3. Vicente Bokalic Iglic CM (Argentyna), arcybiskup Santiago del Estero – kardynał prezbiter S. Maria Maddalena in Campo Marzio
4. Luis Cabrera Herrera OFM (Ekwador), arcybiskup Guayaquil – kardynał prezbiter Sacra Famiglia di Nazareth a Centocelle
5. Fernando Chomalí Garib (Chile), arcybiskup Santiago de Chile – kardynał prezbiter S. Mauro Abate
6. Tarcisio Isao Kikuchi SVD (Japonia), arcybiskup Tokio – kardynał prezbiter S. Giovanni Leonardi
7. Pablo Virgilio David (Filipiny), biskup Kalookan – kardynał prezbiter Trasfigurazione di Nostro Signore Gesù Cristo
8. László Német SVD (Serbia), arcybiskup Belgradu – kardynał prezbiter S. Maria Stella Maris
9. Jaime Spengler OFM (Brazylia), arcybiskup Porto Alegre – kardynał prezbiter S. Gregorio Magno alla Magliana Nuova
10. Ignace Bessi Dogbo (Wybrzeże Kości Słoniowej), arcybiskup Abidżanu – kardynał prezbiter Ss. Mario e Compagni Martiri
11. Jean-Paul Vesco OP (Francja), arcybiskup Algieru – kardynał prezbiter	S. Cuore di Gesù agonizzante a Vitinia
12. Dominique Mathieu OFMConv (Belgia), arcybiskup Teheranu-Isfahanu – kardynał prezbiter S. Giovanna Antida Thouret
13. Roberto Repole (Włochy), arcybiskup Turynu – kardynał prezbiter Gesù Divino Maestro alla Pineta Sacchetti
14. Baldassare Reina (Włochy), wikariusz generalny Rzymu – kardynał prezbiter S. Maria Assunta e S. Giuseppe a Primavalle
15. Frank Leo (Kanada), arcybiskup Toronto – kardynał prezbiter S. Maria della Salute a Primavalle
16. Rolandas Makrickas (Litwa), archiprezbiter koadiutor bazyliki Matki Bożej Większej – kardynał diakon S. Eustachio
17. Mykoła Byczok CSsR (Ukraina), eparcha Melbourne – kardynał prezbiter S. Sofia a Via Boccea
18. Timothy Radcliffe OP (Anglia), teolog – kardynał diakon SS. Nomi di Gesù e Maria in via Lata
19. Fabio Baggio CS (Włochy), podsekretarz Dykasterii ds. Integralnego Rozwoju Człowieka – kardynał diakon S. Filippo Neri in Eurosia
20. George Koovakad (Indie), oficjał Sekretariatu Stanu – kardynał diakon S. Antonio di Padova a Circonvallazione Appia
21. Domenico Battaglia (Włochy), arcybiskup Neapolu – kardynał prezbiter S. Marco in Agro Laurentino

Papież Franciszek ogłosił również nominację bp. Paskalisa Bruna Syukura OFM (Indonezja), lecz zrezygnował on z przyjęcia nominacji, a 22 października 2024 dyrektor Biura Prasowego Stolicy Apostolskiej Matteo Bruni poinformował, że papież wyraził na to zgodę. 4 listopada 2024 dyrektor Bruni ogłosił, iż papież Franciszek do listy nowomianowanych kardynałów postanowił dołączyć także arcybiskupa Neapolu Domenica Battaglię.